# Lasia indica
Lasia indica là một loài Rêu trong họ Leptodontaceae. Loài này được Wilson mô tả khoa học đầu tiên năm 1859.